# 滝田勝紀
滝田 勝紀（たきた まさき）は、編集者、コンサルティングクリエイター、ConnectCross代表取締役。

## 人物
エムオン・エンタテインメントのデジモノステーション、同社のwebサイト「ds」の編集長を歴任した。現在は、Beyond Magazineのプロデューサー、楽天「ROOM」の家電公式インフルエンサー、makuakeエヴァンジェリストなどとして、多岐にわたり活躍。IoTなどの最新分野やデザインに精通し、家電スペシャリストとしてAll Aboutの家電ガイドや特選街などで連載も務めている。